# Matrimonio igualitario en Moldavia
El matrimonio igualitario en Moldavia no está reconocido así como tampoco las uniones civiles, esto debido a que la Constitución de Moldavia define el matrimonio como aquel entre "un marido y una mujer".

## Sociedades registradas
Las sociedades registradas (en rumano: parteneriat înregistrat) no se reconocen en Moldavia. Sin embargo, el país está obligado, según el fallo del Tribunal Europeo de Derechos Humanos en el caso Fedotova y otros contra Rusia, a otorgar reconocimiento legal a las uniones entre personas del mismo sexo. En enero de 2023, la Gran Sala dictaminó que el artículo 8 de la Convención Europea de Derechos Humanos, que garantiza el derecho a la vida privada y familiar, impone a todos los Estados miembros del Consejo de Europa la obligación positiva de reconocer las parejas del mismo sexo. Si se estableciera, un plan de este tipo probablemente ofrecería a las parejas del mismo sexo algunos de los derechos, beneficios y responsabilidades del matrimonio.
La Iglesia Ortodoxa Moldava, la iglesia más grande de Moldavia, se opuso vehementemente al fallo de Fedotova. El metropolita Vladimir afirmó que Moldavia se encuentra "en una situación preocupante" y que los intentos de legalizar las uniones civiles "van seguidos de una reacción proporcional porque tales decisiones van en contra de la conciencia eminentemente ortodoxa e histórica del pueblo. La Iglesia urge a los fieles a adoptar una postura, evidentemente, estrictamente dentro de los límites permitidos por la legislación vigente de la República de Moldavia, para que no se produzca tal legalización y promoción del pecado".

## Matrimonio igualitario
El artículo 48 (2) de la Constitución de Moldavia establece que "[l]a familia se fundará en el matrimonio libremente consentido entre marido y mujer, en su plena igualdad de derechos y en el derecho y la obligación de los padres de garantizar la crianza, educación y entrenamiento de sus hijos". Además, el artículo 48(1) establece: "La familia representará el factor natural y fundamental de la sociedad, y gozará de la protección del Estado y de la sociedad". Se ha interpretado que la redacción prohíbe el matrimonio entre personas del mismo sexo, aunque el Tribunal Constitucional de Moldavia no se ha pronunciado sobre un caso que cuestione esta definición. El Código de Familia se refiere a los cónyuges como "hombre y mujer". El artículo 2 del código establece que "las relaciones familiares se desarrollan según los principios de [...] voluntariedad de la unión matrimonial del hombre y la mujer [...]". A las personas transgénero se les permite casarse con una persona del sexo opuesto después de una cirugía de reasignación de sexo y el cambio de sus documentos de identificación para reflejar su género legal.
En diciembre de 2022, los medios de comunicación prorrusos informaron erróneamente que la Unión Europea había hecho de la legalización del matrimonio entre personas del mismo sexo una condición para la adhesión de Moldavia a la unión. Una moción publicada en el Diario Oficial de la Unión Europea el 16 de diciembre de 2022 "invita a la República de Moldavia a eliminar la prohibición constitucional de los matrimonios entre personas del mismo sexo establecida en 1994 y a establecer medidas para combatir la discriminación de las personas LGBTI". La moción no obliga ni condiciona la adhesión a la UE a la modificación de la Constitución.
En marzo de 2023, cuatro parejas del mismo sexo a las que se les negó la licencia de matrimonio anunciaron planes para impugnar la denegación ante el Tribunal Europeo de Derechos Humanos. Una pareja, Angelica Frolov y Leo Zbancă, presentaron una demanda en abril de 2023 buscando el reconocimiento legal de su relación.

## Opinión pública
Las encuestas de opinión indican que la mayoría de los moldavos se oponen al reconocimiento legal del matrimonio entre personas del mismo sexo. Una encuesta de 2014 del Instituto de Políticas Públicas (IPP) mostró que el 6% de los moldavos apoyaba el matrimonio entre personas del mismo sexo, mientras que el 87% se oponía. La misma encuesta también mostró que sólo el 6% de los moldavos conocía a una persona gay.
Una encuesta del Pew Research Center de 2017 encontró que el 5% de los moldavos apoyaba el matrimonio entre personas del mismo sexo, el nivel más bajo en Europa del Este junto con Rusia. El apoyo está aumentando: una encuesta de 2022 encargada por GENDERDOC-M muestra que el 14% de los residentes de Chisináu apoyaban el matrimonio entre personas del mismo sexo. La encuesta también mostró que los residentes que tenían una actitud negativa hacia las personas LGBT disminuyeron del 55% al 33% en el espacio de tres años.